# Botiło
Botiło (ros. Ботило) – wieś w Rosji, w rejonie czerepowieckim obwodu wołogodzkiego. W 2010 liczyła 22 mieszkańców.